# Пашково (Пензенская область)
Пашково — посёлок в Земетчинском районе Пензенской области России. Административный центр Юрсовского сельсовета.

## География
Посёлок расположен в 22 км к северо-западу от Земетчино, на окраине крупного лесного массива в верховьях реки Юрсов, левого притока Выши, станция на железнодорожной ветке Земетчино—Сасово.

## История
В 1849 земли приобрёл штабс-капитан И. В. Пашков, крестьяне которого жили в деревне Юрсово. Из лесных дач владельца они вывозили древесину, сплавляя её по реке Выше. В 1888 году помещичья экономия Василия Александровича Пашкова находилась в соседней деревне Юрсово; у него всей земли 15241 десятина, в том числе пашни — 1522, дровяного леса — 10 тыс. десятин. Он содержал лесную стражу, имел 20 лошадей и водяную мельницу (Сб. статистических сведений по Тамбовской губернии, том 15, с. 50—57). В 1876 году Пашков основал секту «пашковцев». В 1901 году помещиком здесь и в соседнем Юрсово был Василий Пашков.
В 1901 году появился железнодорожный разъезд Пашково, названный по фамилии владельца земель. Село входило в состав Салтыковской волости Моршанского уезда Тамбовской губернии.
В 1920-1930-х годах в стороне от деревни Юрсово построены жилища для рабочих лесопильного завода, положившие начало посёлку Юрсовский леспромхоз (разработка древесины, производство стульев и т. п.). В 1934 часть жителей (8 дворов) являлась членами коммуны имени Варейкиса.
В 1945—1958 годах посёлок являлся центром Салтыковского района.
В 1955 году бригада колхоза имени Кагановича.

## Население
| 1862  | 1897  | 1936  | 1959  | 1970  | 1979  | 1989  |
| ----- | ----- | ----- | ----- | ----- | ----- | ----- |
| 262   | ↗654  | ↘401  | ↗2922 | ↘2354 | ↘1746 | ↗1948 |
| 1998  | 2002  | 2010  |       |       |       |       |
| ↗2318 | ↘1810 | ↘1433 |       |       |       |       |

## Инфраструктура
В посёлке имеются: участковая больница (не функционирует), амбулатория, аптека (не работает), средняя школа, детский сад, дом культуры, библиотека, храм.
Установлен памятник воинам-землякам, погибшим в годы Великой Отечественной войны.